# Lipophrys canevae
Lipophrys canevae är en fiskart som först beskrevs av Vinciguerra, 1880.  Lipophrys canevae ingår i släktet Lipophrys och familjen Blenniidae. Inga underarter finns listade i Catalogue of Life.